# Station Herrlisheim-près-Colmar
Station Herrlisheim-près-Colmar is een spoorwegstation in de Franse gemeente Herrlisheim-près-Colmar.